# Jean Grancolas
Jean Grancolas (ur. ok. 1660 koło Châteaudun, zm. 1 sierpnia 1732 w Paryżu) – francuski teolog i historyk sztuki.
Studiował na Sorbonie, na którym w 1685 uzyskał doktorat. Następnie był kapelanem na dworze Filipa I. Występował przeciwko kwietyzmowi oraz krytykował jego tezy na podstawie tekstów patrystycznych.

## Wybrane publikacje
- Traité de l'antiquité des cérémonies des sacrements, Paryż 1692.
- Histoire de la communion sous une seule espèce, avec un traité de la concomitance, ou de la présence du corps et du sang de Jésus Christ sous chaque espèce, Paryż 1696.
- L'Ancienne Discipline de l'Église sur la confession et sur les pratiques les plus importantes de la pénitence, Paryż 1697.
- Tradition de l'Église sur le péché originel et sur la réprobation des enfants morts sans baptême, Paryż 1698.
- La Science des confesseurs ou la manière d'administrer le sacrement de pénitence, Paryż 1696.
- Le Bréviaire des laïques ou l'Office divin abrégé, Paryż 1715.
- Dissertations sur les messes quotidiennes et sur la confession, Paryż 1715.
- Les Catéchismes de Saint Cyrille de Jérusalem avec les notes et des dissertations, Paryż 1715.
- L'Imitation de Jésus Christ, traduction nouvelle précédée une dissertation sur l'auteur de ce livre, Paryż 1729.
- Commentaire historique sur le bréviaire romain, Paryż 1727, Wenecja 1734.